# Rote Gewerkschafts-Internationale
Die Rote Gewerkschafts-Internationale (RGI) (RILU/Red International of Labour Unions oder in der russischen Abkürzung „Profintern“) war ein internationaler kommunistischer Gewerkschaftsdachverband. Sie wurde in Moskau gegründet (Gründungskongress vom 3. bis 19. Juli 1921). Einer der drei Generalsekretäre und bedeutender Theoretiker war Solomon Losowski, die beiden anderen Andrés Nin und Michail Pawlowitsch Tomski.
Die ersten beiden deutschen Vertreter im Vollzugsbüro der RGI waren Richard Müller aus Berlin und Anton Maier aus Stuttgart.

## Geschichte

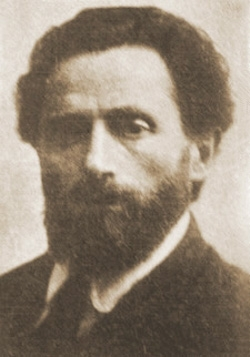
Solomon Losowski, Generalsekretär der Roten Gewerkschafts-Internationale

Die RGI war in den 1920er-Jahren ein zentrales Instrument für die Ausbreitung des internationalen Kommunismus. Die RGI besaß zunächst eine hohe Eigenständigkeit gegenüber der Komintern und der sowjetischen Staats- und Parteiführung, wurde aber im Laufe der Zeit immer mehr zum Anhängsel der sowjetischen Politik. Sie entstand als Bündnis von kommunistischen Gewerkschaften, kommunistischen Minderheiten in sozialdemokratisch dominierten Gewerkschaften und zunächst parteiunabhängigen syndikalistischen Gewerkschaften. Sie integrierte den mit der Oktoberrevolution sympathisierenden revolutionären Teil der internationalen Gewerkschaftsbewegung und stand konträr zum sozialdemokratisch beeinflussten Internationalen Gewerkschaftsbund. Nach dem Ersten Weltkrieg traten viele Syndikalisten den kommunistischen Parteien bei, andere wurden Kritiker des Kommunismus. Die RGI engte sich in ihrer Aktionsbreite ein, und beschritt letztlich den Weg hin zu einem internationalen kommunistischen Gewerkschaftsapparat. Es gab Versuche, die Gemeinsamkeit der großen Arbeiterorganisationen herzustellen, doch die Aufforderungen an den IGB zur „Einheit“ Mitte der 1920er-Jahre scheiterten. Die „ultralinke Wende“ in den internationalen kommunistischen (Dach-)Organisationen und Auseinandersetzungen mit der Sozialdemokratie führten ab Ende 1920 zur Gründung von eigenständigen Gewerkschaften, die sich als Konkurrenzverbände zu den in der Regel sozialdemokratisch dominierten, freien Gewerkschaften verstanden. In Deutschland entstanden in mehreren Industrien „revolutionäre rote Verbände“, die einen Teil der Revolutionären Gewerkschafts-Opposition (RGO) bildeten.
Dieser Weg vertiefte die Spaltung in der Arbeiterschaft und führte unmittelbar zur Isolation und Niederlage der kommunistischen Gewerkschaftsorganisationen, wie sich nach der nationalsozialistischen Machtergreifung 1933 herausstellte. Gleichzeitig verloren die bisher starken, der RGI angeschlossenen Gewerkschaftsbünde und organisierten Minderheiten in den IGB-Gewerkschaften, so in der Tschechoslowakei, Frankreich, China und Großbritannien beträchtlich an Mitgliedern und Einfluss, so dass die sowjetischen Gewerkschaften die einzigen Mitgliedsorganisationen von zahlenmäßigem Gewicht waren.
Ab 1934 beginnend und unter dem Zeichen der Volksfront (VII. Weltkongress, 1935) wurde ein gemeinsamer antifaschistischer Abwehrkampf proklamiert. Die RGI war nun für die Bemühungen der kommunistischen Gewerkschafter um die Mitgliedschaft in den Verbänden des IGB zum Hindernis geworden. Ende Dezember 1937 wurde die RGI statutenwidrig (nur ein RGI-Kongress wäre hierzu befugt gewesen) und ohne diesen Schritt öffentlich zu machen vom Komintern-Sekretariat aufgelöst, das RGI-Vermögen fiel an die Komintern. Ein Großteil der Mitgliedsorganisationen außerhalb der Sowjetunion integrierte sich bis 1938 in IGB-Gewerkschaften. Der 1945 gegründete Weltgewerkschaftsbund steht in keiner direkten organisatorischen Kontinuität.